# Mapinguari
 (août 2009).
Si vous disposez d'ouvrages ou d'articles de référence ou si vous connaissez des sites web de qualité traitant du thème abordé ici, merci de compléter l'article en donnant les références utiles à sa vérifiabilité et en les liant à la section « Notes et références ».
Mapinguari est un mot d'origine incertaine, désignant un voire plusieurs animaux légendaires de la mythologie brésilienne, qui vivraient dans la forêt tropicale amazonienne au Brésil, en Bolivie ainsi qu'au Mato Grosso. L'apparence du mapinguari varie en fonction des différents récits et témoignages : tantôt d'apparence proche de celle des paresseux géants, tantôt d'apparence humanoïde,, tantôt affublé des diverses caractéristiques fantastiques (comme une bouche présente sur son ventre, ou un œil unique). 

## Caractéristiques
Les caractéristiques attribuées au mapinguari ne sont pas uniformes, et s'entremêlent en fonction des régions avec d'autres récits sur des créatures parfois humanoïdes ou rappelant parfois des paresseux géants :  
Selon les peuples autochtones, la créature a une série de caractéristiques liées à d'autres êtres fantastiques de la mythologie brésilienne, comme de longues griffes, une peau recouverte d'écailles semblable à celle des caïmans ou parfois une épaisse fourrure rouge, et une deuxième bouche sur son ventre. En Amazonie, les Indiens proches du rio Tapajós décrivent ainsi le mapinguari : son corps couvert de poils peut atteindre les 3 mètres de hauteur. Un seul œil de grande taille lui sert pour la vue. Certains le décrivent avec un œil au milieu du ventre et non à la tête.
La plupart des histoires disent que la créature est carnivore — bien que pas nécessairement mangeuse d'hommes — plutôt lente, mais féroce et très dangereuse, et ayant la capacité de se déplacer sans bruit dans la végétation épaisse. Cependant, elle éviterait les zones humides (ce qui limiterait ses mouvements dans une région où tant de fleuves et de lagunes existent, particulièrement pendant la saison des pluies).  Si un mapinguari venait à sentir la présence des humains, il se dresserait sur ses pattes arrière, atteignant ainsi une hauteur de 2 mètres, un mouvement semblable à celui du grizzli. Dans certaines régions, les croyances le décrivent protecteur des animaux de la forêt. Ainsi, lorsque le mapinguari entend un chasseur en forêt, il se tient en affut le long d'un tronc d'arbre armé d'une branche épaisse. Il imite alors le cri du singe hurleur pour attirer à lui le chasseur. Par surprise il ne lui reste plus qu'à assommer le pauvre homme et éloigner le chasseur des autres animaux de la forêt. Cette créature est principalement crainte des chasseurs qui alimentent le mythe d'anecdotes recueillies au cours de leurs longues sorties en forêt,.
L'écrivain brésilien Paulo Saldanha Sobrino a rapporté qu'en 1930 un certain Innocêncio, en remontant l'Uatamã (en) a affirmé avoir vu et blessé par un coup de fusil, un « mapinguari », qu'il décrivit comme bipède, de forme et de taille semblable à un homme, et poussant de très forts cris. Sanderson a recensé au Mato Grosso des empreintes d'apparence humaine de 50 centimètres de long, et des récits faisant état de massacres de bétail. 
Dans l'État d'Amazonas, l'ornithologue américain David Oren a recueilli de nombreux témoignages auprès des populations locales : le mapinguari mesurerait entre 180 cm et deux mètres de haut, serait quadrupède mais pourrait se dresser brièvement sur ses deux pattes arrière, dégagerait une odeur nauséabonde, aurait un pelage rougeâtre, aurait quatre canines, les pieds seraient tournés vers l'arrière, les griffes seraient semblables à celles d'un tatou géant, le corps serait lourd, massif et invulnérable contre les flèches sauf sur l'abdomen, le museau évoquerait l'âne ou le cheval et la queue serait courte et trapue.

## Cryptozoologie
À partir de la seconde moitié du XXe siècle, des cryptozoologues ont émis l'hypothèse que la légende reposerait sur un animal réel, actuel ou éteint. Selon une des hypothèses, l'origine de cette légende remonterait à l'existence d'un paresseux géant aujourd'hui disparu, le mégathérium ou le mylodon. Parmi les nombreuses recherches qui ont été faites pour repérer le mapinguari, on peut noter celle de l'ornithologue américain David Oren, qui recueillit à partir des années 1970 de nombreux témoignages auprès des populations locales. Les premiers résultats furent publiés en 1993, et selon Oren, la créature pouvait être une petite espèce de mylodon adaptée à la vie dans les forêts : une grande partie des caractéristiques physiques attribués au mapinguari se retrouvent chez les paresseux géants, sauf en ce qui concerne la queue, qui est courte et trapue selon les témoins, alors que les paresseux géants avaient une queue longue.

## Culture populaire
Isabel Allende fait référence à une bête similaire dans son roman La Cité des dieux sauvages (La ciudad de las bestias). Celle-ci aurait l'aspect d'un paresseux géant, aux longues griffes, capable d'attaquer l'homme.